# Aviano
Aviano (Davian in friulano, Pleif nella variante locale) è un comune italiano di 8 998 abitanti del Friuli-Venezia Giulia, nel territorio della ex provincia di Pordenone.
Nota per la presenza sul territorio comunale del massiccio del Monte Cavallo (2250 m s.l.m.), Aviano è meta turistica invernale ed estiva della nota località sciistica di Piancavallo (1250 mslm) che ospitò dal 1979 ai primi anni novanta varie gare femminili della Coppa del Mondo di sci alpino.

## Geografia fisica

### Territorio
Situato nella fascia pedemontana ai piedi delle Prealpi Carniche, il territorio comunale di Aviano si estende per 113,35 km², nella pianura veneto-friulana, 13 km a nord di Pordenone, 30 a est di Belluno, 50 a ovest di Udine, 50 a nord-est di Treviso, 70 a nord di Venezia e 80 a nord-ovest di Gorizia.
Il centro abitato sorge ad un'altitudine di 159 m s.l m. (zona Municipio). La quota minima è di 94 m s.l m., mentre la quota massima è pari a 2 251 m s.l m., in corrispondenza di Cima Manera, la vetta più alta del massiccio del Cavallo.

### Sismologia
Il territorio avianese è stato classificato con rischio sismico di grado 2 su 4 ovvero zona con pericolosità sismica media. (Ordinanza del PCM n. 3519/2006)

## Origini del nome
Attestato per la prima volta nel 1161 (in Aviano), è sicuramente un prediale derivato dai nomi personali Avidius o Avi(l)lius, se non direttamente da Avianus.
Giovanni Frau cita numerose paraetimologie: amnis avium "fiume degli uccelli", avia "luoghi disastrati, impervi e fuori strada", avius "fuori da strada frequentata", ad viam "verso la strada", ad Janum "presso (un tempio di) Giano".

## Storia
Reperti ritrovati ad Aviano dimostrano che la zona era popolata sin dall'età del bronzo; i romani colonizzarono il territorio intorno al II secolo a.C.; diventando una zona agricola dipendente dal municipium di Concordia Sagittaria. Il nome stesso, Aviano, deriva da un nome prediale, cioè riferito ad un terreno appartenente ad un proprietario fondiario di nome Avilius o Avidius.
Nell'Alto Medioevo Aviano era composta da pievi e villaggi in corrispondenza delle attuali frazioni.
Attorno all'XI secolo su una collina che dominava la pianura circostante venne edificato dal Patriarcato di Aquileia un castello che venne dato a feudatari locali.
Il castello fu più volte assediato, durante il XIV secolo prima dai Da Camino e poi dai Carraresi, nel 1411 viene espugnato dalle truppe ungheresi dell'imperatore Sigismondo.
Nel 1420, come tutto il resto del territorio del Patriarcato di Aquileia, Aviano entrò a far parte della Repubblica di Venezia.
Nel 1477 e nel 1499 Aviano ed i paesi limitrofi furono devastati da incursioni di truppe turche in cui gran parte della popolazione fu uccisa o fatta prigioniera.
Con la caduta della Repubblica di Venezia, Aviano, seguì la sorte del resto del Friuli e del Veneto, fece parte dell'Impero Napoleonico e del Regno Lombardo-Veneto prima di essere annesso al Regno d'Italia nel 1866.
Nel 1911 ad Aviano, fu realizzato uno dei primi campi di aviazione dell'Aeronautica Militare, che negli anni successivi fu ingrandito e acquistò sempre più importanza sino a diventare la base NATO Aviano AB negli anni cinquanta.
Alla fine degli anni sessanta la località montana di Piancavallo diventò località di villeggiatura sciistica e per sport invernali.

### Simboli
Il primo simbolo della Comunità di Aviano è un sigillo della metà del XV secolo riportante un'aquila, ispirata probabilmente all’emblema del patriarcato d'Aquileia. In documenti datati al
1742 è presente un'aquila bicipite sormontata da una corona. L'aquila continuò ad avere due teste anche dopo l'Unità d'Italia ma lo stemma non venne utilizzato durante la prima guerra mondiale poiché troppo simile al simbolo della monarchia austro-ungarica. Nel 1925, l'aquila bicipite venne sostituita con delibera consiliare da un'«aquila italiana a volo spiegato reggente negli artigli un nastro con il motto latino: COMUNITAS AVIANENSIS».
Lo stemma comunale venne riconosciuto ufficialmente con decreto del capo del governo del 16 febbraio 1943.
L'emblema attualmente in uso riprende la figura storica dell'aquila bicipite, sormontata da un giglio schiacciato e caricata in petto di uno scudetto d'argento recante la scritta COMUNE DI AVIANO.
Il gonfalone, concesso con D.P.R. del 1º febbraio 1956, è un drappo di colore bianco fiancheggiato di azzurro.

## Monumenti e luoghi d'interesse

### Architetture religiose
- Chiesa delle Sante Maria e Giuliana, edificata nel 1583 all'interno della cerchia di mura del castello, in stile rinascimentale al suo interno si trova una statua della Pietà in pietra del XV secolo di scuola salisburghese, una statua lignea di Bartolomeo Dell'Occhio ed un fonte battesimale ed una acquasantiera seicenteschi.
- Chiesa di Santa Giuliana, caratterizzata da importanti affreschi votivi risalenti al periodo romanico-bizantino.
- Duomo di San Zenone; costruito tra il 1775 ed il 1832, nel coro si trovano tre dipinti del XVI e XVII secolo, di cui uno attribuito alla scuola del Veronese.
- Chiesa di San Gregorio; in località Castello, all'interno vi è un ciclo affrescato della Passione di Cristo di Gianfrancesco da Tolmezzo risalente alla fine del XV secolo (1497).
- Santuario della Madonna del Monte: costruito nel 1615 sul luogo di un'apparizione mariana, avvenuta secondo la tradizione nel 1510, fu rimaneggiato successivamente in stile barocco[11].
- Chiesetta di Santa Caterina, in località Marsure, costruita nel XV secolo e affrescata riccamente con scene della vita della Santa.
- Chiesa parrocchiale di Giais, conserva una pala barocca di O. Gortanutti.
- Chiesa parrocchiale di San Martino (frazione di San Martino di Campagna). Custodisce al suo interno una tela di Pomponio Amalteo e alcune opere lignee del XVII secolo.
- Chiesetta di San Floriano del XV secolo.
- Chiesa di Santa Maria Maddalena a Villotta di Aviano

### Architetture civili
- Castello di Aviano; costruito nella prima metà del X secolo su una collina, ne restano due torri, resti del mastio e parte della cinta muraria entro la quale si trovano la chiesa di Santa Maria e Giuliana in Castello ed alcune abitazioni. Nella medesima frazione è degno di menzione il Parco Policreti, oggi sede di un golf club[12].
- Il paese di Aviano presenta una totalità di 7 ville venete tutelate dall'Istituto Regionale Ville Venete (IRVV)[13]. Oltre a Villa Policreti-Fabris con l'annesso oratorio affrescato, sono visitabili Villa Bonassi e Villa Zanussi-Fabris. Si deve poi ricordare l'imponente presenza di Villa Menegozzi-Brazzoduro risalente alla metà del XVIII secolo (l'interno è impreziosito da vedute paesaggistiche eseguita con la tecnica a tempera).

### Luoghi naturali
- Piancavallo; località sciistica a 1267 m s.l.m. ai piedi del Monte Cavallo (2250 m), è dotata di piste di discesa e da fondo, impianti di risalita e due palazzetti del ghiaccio[14].

Su una delle cime del Monte Cavallo è posta una Madonna in bronzo, opera dello scultore pordenonese Pierino Sam (1921-2010). Dello stesso autore la statua in bronzo di padre Marco d'Aviano in via Villanova a Pordenone.

### Alberi monumentali
Nel territorio comunale sono presenti tre alberi compresi nell'Elenco degli alberi monumentali d'Italia, aggiornato alla data del 5.5.2021:
- un Faggio (Fagus sylvatica L.) sul Pian delle More, ad un'altitudine di 1170 m s.l.m. (latitudine su GIS 46° 07' 46,3''; longitudine su GIS 12° 31' 41,45''): questo Faggio si presenta con una circonferenza del fusto di 470 cm e si sviluppa per un'altezza di 18 metri;
- un Acero campestre (Acer campestre L.) sul Colle di San Giorgio, ad un'altitudine di 264 m s.l.m. (latitudine su GIS 46° 04' 36,19''; longitudine su GIS 12° 34' 11,95''): questo Acero vanta una circonferenza del fusto di 679 cm ed un'altezza di 13 metri;
- una Sofora del Giappone (Styphnolobium japonicum (L.) Schott) a Castello d'Aviano, ad un'altitudine di 131 m s.l.m. (latitudine su GIS 46° 02' 58,95''; longitudine su GIS 12° 33' 51,66''): l'albero, alto 8 metri, ha una circonferenza del fusto di 180 cm.

I tre alberi sono stati classificati come monumentali secondo i criteri di età e/o dimensioni e per forma e portamento.

## Società

### Evoluzione demografica
Abitanti censiti

### Lingue e dialetti
Ad Aviano, accanto alla lingua italiana, la popolazione utilizza la lingua friulana. Ai sensi della Deliberazione n. 2680 del 3 agosto 2001 della Giunta della Regione Autonoma Friuli-Venezia Giulia, il Comune è inserito nell'ambito territoriale di tutela della lingua friulana ai fini della applicazione della legge 482/99, della legge regionale 15/96 e della legge regionale 29/2007.
La lingua friulana che si parla ad Aviano rientra fra le varianti appartenenti al friulano occidentale.

### Particolarità dei cognomi
Caso raro (ma non unico) in Italia, ad Aviano si rileva un'altissima frequenza di doppi cognomi. Infatti, a partire dalla seconda metà dell'Ottocento, non è chiaro se in seguito a un evento particolare, si è cominciato ad ufficializzare i soprannomi di famiglia, evitando così la confusione generata dalla presenza di omonimi. Questo fenomeno è avvenuto in modo irregolare: alcuni cognomi non sono mai stati accompagnati dai rispettivi soprannomi, di altri esistono sia la forma doppia sia la forma singola, altri ancora sono provvisti di trattino per separare i due elementi; vi sono poi famiglie che nel tempo hanno perso il secondo cognome. Ciò fa intuire come l'ufficializzazione del soprannome non sia stata obbligata, ma che derivi da una scelta volontaria dei singoli.
Il fenomeno si rileva con una certa abbondanza anche nei vicini comuni di Frisanco e Maniago.

### Base aerea di Aviano
La Base aerea di Aviano (in inglese Aviano Air Base o semplicemente Aviano AB) è un'infrastruttura militare italiana utilizzata dall'USAF, l'aeronautica militare statunitense. Si trova nel comune di Aviano, in Friuli-Venezia Giulia, ai piedi delle Prealpi Carniche, circa 15 chilometri a nord di Pordenone. Nella base ha sede il 31st Fighter Wing dell'aeronautica militare statunitense, a sua volta parte dell'USAFE (United States Air Forces in Europe). La base, dal 1992 al 1º novembre 2005, fu anche il quartier generale della Sixteenth Air Force, ora situata alla base aerea di Ramstein in Germania.
L'Aeronautica Militare ha il comando dell'aeroporto "Pagliano e Gori" di Aviano, per "garantire la sovranità nazionale e sovrintendere all'applicazione degli accordi bilaterali relativi alla presenza di reparti USAF rischierati sulla base".

## Cultura
Nel mese di agosto, sin dal 1969 si tiene il Festival Internazionale del Folklore di Aviano-Piancavallo a cui partecipano numerosi gruppi folkloristici provenienti da diverse nazioni. L'evento è organizzato dal gruppo folcloristico Federico Angelica e dalla Pro Loco Aviano.
Dal 2019 è presente una mostra permanente, presso Palazzina Ferro, di Riccardo Pitter all'anagrafe Piter (Castel D'Aviano, 1899 – Milano, 6 ottobre 1976), scultore e pittore italiano.

## Infrastrutture e trasporti

### Ospedali
Ad Aviano ha sede il C.R.O. (Centro di Riferimento Oncologico) che si occupa di prevenzione, diagnosi, cura e ricerca sui tumori, uno dei pochi presenti in Italia e punto di riferimento per il nord-est italiano.

### Ferrovie
Aviano ha una propria stazione ferroviaria che si trova sulla ferrovia Sacile-Pinzano.
Aviano è inoltre capolinea della "incompiuta" Ferrovia Pordenone-Aviano.

### Aeroporto
Vi è situata la base aerea di Aviano, gestita dall'Aeronautica militare italiana e utilizzata dalla United States Air Force nell'ambito della NATO.

## Amministrazione
| Periodo          | Periodo          | Primo cittadino          | Partito                                             | Carica                    | Note   |
| ---------------- | ---------------- | ------------------------ | --------------------------------------------------- | ------------------------- | ------ |
| 16 ottobre 1985  | 1º luglio 1990   | Giovanni Tassan Zanin    | DC                                                  | sindaco                   | [ 19 ] |
| 1º luglio 1990   | 8 maggio 1995    | Giovanni Tassan Zanin    | DC                                                  | sindaco                   | [ 20 ] |
| 8 maggio 1995    | 28 giugno 1999   | Gianluigi Rellini        | PDS (poi DS)                                        | sindaco                   | [ 21 ] |
| 28 giugno 1999   | 14 giugno 2004   | Gianluigi Rellini        | DS                                                  | sindaco                   | [ 22 ] |
| 15 giugno 2004   | 7 febbraio 2007  | Riccardo Berto           | Forza Italia                                        | sindaco                   | [ 22 ] |
| 7 febbraio 2007  | 21 febbraio 2007 | Dusolina Marcolin        | AN                                                  | vicesindaco               | [ 23 ] |
| 21 febbraio 2007 | 29 maggio 2007   | Antonio Castelli         | -                                                   | commissario straordinario |        |
| 29 maggio 2007   | 8 maggio 2012    | Stefano Del Cont Bernard | centro-sinistra (liste civiche)                     | sindaco                   | [ 24 ] |
| 8 maggio 2012    | 11 giugno 2017   | Stefano Del Cont Bernard | PD e liste civiche                                  | sindaco                   | [ 20 ] |
| 12 giugno 2017   | 14 giugno 2022   | Ilario De Marco Zompit   | centrodestra (LN,FdI-AN e liste civiche)            | sindaco                   | [ 25 ] |
| 14 giugno 2022   | in carica        | Paolo Tassan Zanin       | lista civica Facciamo Futuro e Aviano merita di più | sindaco                   | [ 26 ] |

## Sport
- Il 30 maggio 1998 la 14ª tappa del Giro d'Italia 1998 si è conclusa a Piancavallo con la vittoria di Marco Pantani.
- Il 3 luglio 2004 la 1ª tappa del Giro Rosa 2004 è transitata nel territorio comunale di Aviano.
- Il 22 maggio 2011 la 15ª tappa del Giro d'Italia 2011 (Conegliano - Gardeccia/Val di Fassa) è transitata per Piancavallo con il GPM aggiudicato a Emanuele Sella
- Il 26 maggio 2017 la 19ª tappa del Giro d'Italia 2017 si è conclusa a Piancavallo con la vittoria di Mikel Landa.
- Il 18 ottobre 2020 è terminata la 15' tappa del giro d'Italia con la vittoria di Tao Geoghegan Hart.
- In inverno, dal versante veneto di Tambre a Piancavallo, viene disputata la manifestazione di Sci di alpinismo "Transcavallo"
- In estate, da Aviano a Piancavallo, viene disputata la manifestazione di corsa in montagna "10 miglia Aviano Piancavallo"